# 游戏性
游戏性（英語：gameplay），或称可玩性，是電子遊戲術語，體現遊戲的所有內在成分對玩家體驗的影響，而成份可以包括遊戲規則、遊戲與玩家的互動、遊戲的挑戰性及通關難度、操控、關卡....等，也就是「玩家能做什麼」。
一般意義上，遊戲性高就是指玩家可做的事情都很有趣、高娛樂，高遊戲性能夠不因為美術優劣而讓玩家感到娛樂、有趣，也可以僅靠一件可玩事情而有著高娛樂。 玩家也可能會因為玩過許多遊戲性高的產品很久或玩過很多產品，而使往後更容易對遊戲感到乏膩，更難以對高遊戲性的產品感興趣。遊戲性是否容易乏膩也因玩家而異。